# كريستين ساند
كريستين ساند (بالنرويجية البوكمول: Kirsten Sand)‏ هي مهندسة معمارية نرويجية، ولدت في 27 نوفمبر 1895 في كريستيانية في النرويج، وتوفيت في 12 مايو 1996 في ترومسو في النرويج.